# Strobilomonas
Genre
Strobilomonas est un genre d'algues de la famille des Glaucocystaceae, de l'embranchement des Glaucophyta. 

## Liste d'espèces
Selon AlgaeBase (12 mars 2017) et World Register of Marine Species (12 mars 2017) :
- Strobilomonas cyaneus Schiller, 1954 (espèce type)